# Moon Records Ukraine
Moon Records Ukraine è una casa discografica ucraina nata nel 1997 con sede a Kiev. L'etichetta è specializzata nella produzione di musica ucraina e russa ed è al momento la più grande in Ucraina.

## Gruppi legati all'etichetta
Queste sono alcune delle band e artisti con album pubblicati dalla Moon Records:
- Okean El'zy
- ТІК
- Ani Lorak
- Antytila
- Alena Vinnitskaya
- Svitlana Loboda
- TNMK
- Seryoga
- Skryabin
- Bumboks
- Quest Pistols
- Druha Rika
- Natalia Mogilevskaja
- Gud:mov
- Tajnyj Zagovor
- Skinhate
- Dazzle Dreams
- Jamala